# RESPECT!
『RESPECT!』（リスペクト）は、テレビアニメ『ONE PIECE』のキャラクターソングである。

## 概要
- モンキー・D・ルフィ、ロロノア・ゾロ、サンジのキャラクターソングである。
- ジャケットには、モンキー・D・ルフィ、ロロノア・ゾロ、サンジが描かれている。

## 収録曲
1. RESPECT!
作詞:藤林聖子 / 作曲:田中公平 / 編曲:丸尾稔
2. RESPECT!（Remix Version）
作詞:藤林聖子 / 作曲:田中公平 / 編曲:丸尾稔
3. RESPECT!（カラオケ Version）
4. （メッセージ 1） 田中真弓
5. （メッセージ 2） 中井和哉
6. （メッセージ 3） 平田広明